# Deinopis celebensis
Deinopis celebensis là một loài nhện trong họ Deinopidae.
Loài này thuộc chi Deinopis. Deinopis celebensis được miêu tả năm 1911 bởi Merian.